# إياد أبو غرقود
إياد أبو غرقود (مواليد 22 يوليو 1988 في غزة) هو لاعب كرة قدم فلسطيني يلعب حاليا لنادي البقعة في الدوري الأردني للمحترفين كمهاجم.

## صلات خارجية
- إياد أبو غرقود على فرق كرة القدم الوطنية.كوم
- إياد أبو غرقود على موقع الاتحاد الدولي (مؤرشف)  (الإنجليزية)
- إياد أبو غرقود على موقع قاعدة بيانات كرة القدم.إي يو (الإنجليزية)
- إياد أبو غرقود على موقع ناشيونال فوتبول تيمز (الإنجليزية)
- إياد أبو غرقود على موقع كووورة